# Gélose Schaedler
La gélose Schaedler est un milieu de culture non sélectif et non différentiel employé en microbiologie pour la culture des bactéries anaérobies. Il a été mis au point en 1965 par R.W. Schaedler et al. au cours d'une étude portant sur la flore gastro-intestinale des souris. En 1969 L.J. Mata et al. adaptent sa composition pour une étude similaire concernant la flore digestive humaine : la tryptone (peptone trypsique de caséine) de la formule d'origine est remplacée par une quantité identique de base pour bouillon tryptone-soja (formulation « Trypticase » de la marque BBL). Quelques modifications supplémentaires ont abouti à la formulation actuellement proposée par la plupart des fournisseurs.
Cette gélose peut être rendue sélective par l'ajout d'antibiotiques servant à inhiber la croissances des anaérobies facultatifs, voire également celle des Gram positifs.

## Principe
La base nutritive est riche. Elle se compose de D-glucose et de trois sortes différentes de peptones : tryptone, soytone (peptone papaïnique de soja) et peptone de viande. L'extrait de levure est une source de vitamines hydrosolubles, notamment du groupe B. L'hémine, source d'hème, est un facteur de croissance nécessaire au développement de la plupart des anaérobies stricts exigeants. La vitamine K1 ou phytoménadione, absente de la formule initiale, favorise la croissance de certaines souches de Prevotella melaninogenica.
La préparation peut être enrichie de 5% (v/v) de sang de mouton défibriné ou laqué pour améliorer la croissance et la coloration des Prevotella et des Porphyromonas. Cet additif permet également de lire le caractère béta-hémolytique des colonies de Clostridium perfringens.
La L-cystine est un agent réducteur qui consomme le dioxygène initialement présent dans le milieu pour permettre la croissance des anaérobies stricts. 
Le milieu contient des systèmes tampons qui limitent les variations de pH induites par l'accumulation des déchets métaboliques bactériens. Le principal est le Tris avec un pKa proche de 8 et un pouvoir tampon maximal dans la zone comprise entre 7,1 et 9,1. La petite quantité d'hydrogénophosphate de potassium provenant du bouillon tryptone-soja contribue aussi à l'effet tampon.
Le chlorure de sodium augmente l'osmolarité du milieu. L'agar est l'agent gélifiant.

## Composition
Pour 1000 mL de milieu, :
- tryptone (peptone trypsique de caséine) : 8,2 g
- peptone de viande : 2,5 g
- soytone (peptone papaïnique de soja) : 1 g
- D-glucose : 5,8 g
- extrait de levure : 5 g
- Tris : 3 g
- chlorure de sodium : 1,7 g
- hydrogénophosphate de potassium : 800 mg
- L-cystine : 400 mg
- hémine : 10 mg
- vitamine K1 (phytoménadione) : 10 mg
- agar : 13,5 g.

Ajuster le pH à 7,6 ± 0,2 à 25°C (après autoclavage).
Variantes sélectives :
- Schaedler KV : idem + kanamycine 100 mg/L + vancomycine 7,5 mg/L
- Schaedler CNA : idem + colistine 10 mg/L + acide nalidixique 10 mg/L.

## Préparation
Les ingrédients thermostables sont dissous à chaud dans le volume correspondant d'eau distillée et le mélange est stérilisé à l'autoclave (15 minutes à 121°C). Après refroidissement partiel jusqu'à 50°C les additifs thermosensibles (hémine, vitamine K1, antibiotiques éventuels) sont introduits aseptiquement, par exemple par filtration stérilisante. Le mélange homogénéisé est réparti dans des contenants stériles.